# Köten
Köten (en ruso: Котян, en húngaro: Kötöny, en árabe: Kutan‎, después conocido como Jonás; fl. 1223-1241) fue un jefe (kan) cumano-kipchak y comandante militar activo a mediados del siglo XIII. Forjó la importante alianza con la Rus de Kiev contra los mongoles, pero finalmente fue derrotado por estos en el río Kalka. Después de la victoria mongola en 1238, Köten dirigió cuarenta mil familias a Hungría, donde se convirtió en un aliado del rey Bela IV y aceptó el catolicismo, pero fue asesinado por la nobleza húngara.

## Nombre
Köten, conocido como Kötöny en húngaro y Kotjan (o Kotyan) en ruso, tenía su nombre escrito como Kutan (en árabe), Kuthen, Kuthens, Koteny y Kuethan. En los anales rusos, su nombre se representa como Котян Сутоевич (Kotyan Sutoevich, Kotjan Sutoevič). En una carta de Bela IV de Hungría, se menciona a un jefe cumano llamado Zayhan o Seyhan, que se supone fue Köten.

## Biografía
Una fuente árabe llama a su pueblo  kipchaks; Kutan es mencionado como perteneciente a la tribu Durut de los kipchaks. Según Pritsak, «Durut» era de la tribu Terteroba de los cumanos. Según Timothy May, Köten fue uno de los kanes de los kipchaks. István Vásáry lo identificó como cumano. En cualquier caso, los dos pueblos eran parte de la confederación cumano-kipchak, conocida como Cumania en latín, Desht-i Qipchaq en fuentes islámicas (de los turcos) y Polovtsy en eslavo oriental.
Köten forjó una alianza con la Rus de Kiev contra los mongoles (también llamados tártaros) después de una derrota en 1222. La confederación cumano-kipchak bajo Köten y un ejército Rus de 80 000 hombres bajo su yerno Mstislav el Valiente pelearon una batalla en el río Kalka (Kalchik, cerca de Mariúpol) contra un contingente mongol comandado por Jebe y Subotai. El ejército rus-cumano fue derrotado y tuvo que retirarse el 31 de mayo de 1223. Köten fue depuesto del poder en ese año, pero siguió siendo el jefe del clan Terteroba. 
A principios de la primavera de 1237, los mongoles atacaron a los cumano-kipchaks. Algunos de estos se rindieron; fue este elemento el que más tarde formó la base étnica y geográfica del kanato mongol conocido por los antiguos señores del país como el «Kanato de Kipchak». Conocido también como la Horda de Oro, el Kanato de Kipchak pertenecía a una de las ramas de la casa de Jochi, el hijo mayor de Gengis Kan. El jefe de los kipchaks, Bačman, fue capturado en 1236 o 1237 en los bancos del Volga por Möngke, y luego ejecutado.
Según Rashid-al-Din Hamadani, Berke lideró una tercera campaña en 1238 que infligió la derrota final a los cumano-kipchaks. Fuentes ucranianas afirman que fue Batú Kan quien derrotó a Köten en las estepas de Astracán. Luego, Köten dirigió cuarenta mil familias, alrededor de setenta u ochenta mil personas, a Hungría huyendo de los mongoles.
En Hungría, Köten se alió con Bela IV de Hungría, quien dio asilo a los refugiados cumano-kipchaks. Koten se convirtió al catolicismo, siendo bautizado en 1239 como Jonás, mientras que su hija Isabel se casó con el hijo de Bela, el futuro Esteban V. Sin embargo, los nobles húngaros desconfiaban de los cumano-kipchaks (posiblemente creyendo que eran espías mongoles) y justo antes de la desastrosa invasión mongol que condujo a la derrota de Mohi, habían asesinado a Köten en Pest. Los cumanos abandonaron Hungría, saqueando a lo largo del camino y emigraron al Segundo Imperio búlgaro. Algunos de los cumanos fueron invitados de nuevo a Hungría.

## La dinastía Terter
Las masas enfurecidas de cumano-kipchaks comenzaron a saquear el campo y se movieron hacia el sur en el país. Cruzaron el Danubio y llegaron a Sirmia, Después de causar mucha destrucción y estragos en Hungría, abandonaron el país hacia Bulgaria. Existe la hipótesis de que la dinastía Terter, que finalmente gobernó Bulgaria, descendía del clan de Köten. 

## Descendencia
- María, quien se casó con Mstislav el Valiente, gobernante de Galitzia-Volynia.
- Una hija que se casó con Narjot de Toucy. Se convirtió en monja después de su muerte.
- Isabel, que se casó con Esteban V de Hungría.

## En la cultura popular
El videojuego Age of Empires II: Definitive Edition contiene una campaña de cinco capítulos titulada «Kotyan Khan», que comienza con su reunión de los restos de la confederación cumano-kipchak y concluye con la llegada de los cumanos a Bulgaria y su posterior regreso a Hungría